# Джульєтт Льюїс
Джульєтт Лейк Льюїс (англ. Juliette Lake Lewis; нар. 21 червня 1973, Лос-Анджелес, Каліфорнія) — американська акторка та співачка.

## Біографія
Народилася 21 червня 1973 року в Лос-Анджелесі, штат Каліфорнія. Батько Джеффрі Льюїс — актор, мати Гленіс Бейтлі — графічна дизайнерка. Вони розлучилися, коли Джульєтт було 2 роки. Має братів Лайтфілда й Пітера та сестер Діендр і Бренді. 
У 12 років Джульєтт почала зніматися у рекламних роликах. У 14 років через суд домоглася визнати її повнолітньою, щоб мати можливість працювати як дорослі актори. У 16 років була заарештована за танці в нічному клубі. З 15 до 21 року керувала машиною без прав.
Знімалася у таких фільмах, як «Моя мачуха — інопланетянка» (1988), «Різдвяні канікули» (1989), «Занадто молода, щоб померти?» (1990), «Мис Страху» (1991), «Каліфорнія» (1993), «Ромео спливає кров'ю» (1993), «Що гнітить Гілберта Грейпа» (1993), «Природжені вбивці» (1994), «Від заходу до світанку» (1996), «Шлях зброї» (2000), «Істерична сліпота» (2002). Була номінована на премії «Оскар» та «Золотий глобус» за роль у фільмі «Мис Страху», на премію «Еммі» за фільм «Істерична сліпота» і премію «Сатурн» за роль у фільмі «Від заходу до світанку».
З 2003 по 2009 рік була лідеркою рок-гурту Juliette and the Licks. Брала участь у записі альбому гурту The Prodigy «Always Outnumbered, Never Outgunned» (2004), для якого записала вокальні партії для композицій «Hotride», «Spitfire», «Get Up Get Off».
У 1995 році журнал Empire включив Джульєтт Льюїс у список 100 найсексуальніших зірок в історії кіно.

## Особисте життя
Джульєтт Льюїс зустрічалася з акторами Бредом Піттом, Леонардо Ді Капріо, Адамом Сендлером. З 9 вересня 1999 до 11 грудня 2005 була у шлюбі зі скейтбордистом Стівом Беррою (англ. Steve Berra).

## Фільмографія
| Рік       |    | Українська назва             | Оригінальна назва            | Роль                          |
| --------- | -- | ---------------------------- | ---------------------------- | ----------------------------- |
| 1987      | тф | Домашні вогнища              | Home Fires                   | Мері Еш                       |
| 1987—1988 | с  | Я одружений з Дорою          | I Married Dora               | Кейт Фаррелл                  |
| 1988      | с  | Факти з життя                | The Facts of Life            | Террі Ренкін                  |
| 1988      | ф  | Моя мачуха — інопланетянка   | My Stepmother Is an Alien    | Лексі                         |
| 1989      | ф  | Знайомтеся: Пустоголові      | Meet the Hollowheads         | Сінді Голловід                |
| 1989      | ф  |                              | The Runnin' Kind             | Емі Кертіс                    |
| 1989      | ф  | Різдвяні канікули            | Christmas Vacation           | Одрі                          |
| 1989—1990 | с  | Чудові роки                  | The Wonder Years             | Делорес                       |
| 1990      | с  |                              | A Family for Joe             | Голлі Бенкстон                |
| 1990      | тф | Занадто молода, щоб померти? | Too Young to Die?            | Аманда Сью Бредлі             |
| 1991      | ф  | Нечесні серця                | Crooked Hearts               | Кейссі                        |
| 1991      | ф  | Мис Страху                   | Cape Fear                    | Даніель Боуден                |
| 1992      | ф  | Чоловіки і дружини           | Husbands and Wives           | Рейн                          |
| 1992      | ф  | Та ніч                       | That Night                   | Шеріл О'Коннор                |
| 1993      | ф  | Каліфорнія                   | Kalifornia                   | Едлі Корнерс                  |
| 1993      | ф  | Ромео спливає кров'ю         | Romeo Is Bleeding            | Шері                          |
| 1993      | ф  | Що гнітить Гілберта Грейпа   | What's Eating Gilbert Grape  | Беккі                         |
| 1994      | ф  | Природжені вбивці            | Natural Born Killers         | Меллорі Кнокс                 |
| 1994      | ф  | Абсолютно пришелепкуватий    | Mixed Nuts                   | Грейсі                        |
| 1995      | ф  | Щоденник баскетболіста       | The Basketball Diaries       | Даян Муді                     |
| 1995      | ф  | Дивні дні                    | Strange Days                 | Фейт Джастін                  |
| 1996      | ф  | Від заходу до світанку       | From Dusk Till Dawn          | Кейт Фуллер                   |
| 1996      | ф  | Вечірня зірка                | The Evening Star             | Мелані Гортон                 |
| 1998      | ф  | Дещо про дівчат              | Some Girl                    | Ейпріл                        |
| 1999      | ф  | Інша сестра                  | The Other Sister             | Карла                         |
| 1999      | ф  | Четвертий поверх             | The 4th Floor                | Джейн Емелін                  |
| 2000      | ф  | Шлях зброї                   | The Way of the Gun           | Робін                         |
| 2000      | ф  | Зніму кімнату                | Room to Rent                 | Лінда                         |
| 2001      | ф  | Полудень з Гауді             | Gaudi Afternoon              | Ейпріл                        |
| 2001      | ф  | Убивство в чужому місті      | Picture Claire               | Клер Б'юкейдж                 |
| 2001      | с  | Дарма і Грег                 | Dharma & Greg                | Септембер                     |
| 2001      | тф | Небо над моєю Луїзіаною      | My Louisiana Sky             | Дорі Кей                      |
| 2002      | тф | Істерична сліпота            | Hysterical Blindness         | Бет                           |
| 2002      | мф | Армитаж: Подвійна матриця    | Armitage: Dual Matrix        | Наомі Армітаж                 |
| 2002      | ф  | З мене досить                | Enough                       | Джинні                        |
| 2003      | ф  | Старе загартування           | Old School                   | Гейді                         |
| 2003      | ф  | Диявольський маєток          | Cold Creek Manor             | Рубі                          |
| 2003      | мс |                              | Free for All                 | Паула Вісконсін               |
| 2004      | тф | Погоня за свободою           | Chasing Freedom              | Ліббі                         |
| 2004      | ф  | Блуберрі                     | Blueberry                    | Марія Салліван                |
| 2004      | ф  | Старскі і Гатч               | Starsky & Hutch              | Кітті                         |
| 2005      | ф  | Північне сяйво               | Aurora Borealis              | Кейт                          |
| 2005      | ф  | Долтрі Келхун                | Daltry Calhoun               | Флора Флік                    |
| 2006      | ф  | Премія Дарвіна               | The Darwin Awards            | Джолін                        |
| 2006      | ф  | Смажені                      | Grilled                      | Сюзанна                       |
| 2006      | ф  | Злови і відпусти             | Catch and Release            | Морін                         |
| 2006      | с  | Мене звати Ерл               | My Name Is Earl              | Джессі, мисливець за головами |
| 2009      | мф | Метропія                     | Metropia                     | Ніна                          |
| 2009      | ф  | Котись!                      | Whip It                      | Айрон Марвен                  |
| 2010      | ф  | Співчуття до прекрасного     | Sympathy for Delicious       | Аріель Лі                     |
| 2010      | с  | Мемфіс Біт                   | Memphis Beat                 | Клео Гровс                    |
| 2010      | ф  | Більше, ніж друг             | The Switch                   | Деббі                         |
| 2010      | ф  | Вирок                        | Conviction                   | Розанна Перрі                 |
| 2010      | ф  | Встигнути до                 | Due Date                     | Гайді                         |
| 2011      | ф  | Провінціалка                 | Hick                         | Таммі                         |
| 2011      | ф  | Вічні землі                  | Foreverland                  | Віккі                         |
| 2011      | с  |                              | Shit Girls Say               | подруга                       |
| 2012      | с  | Фірма                        | The Firm                     | Таммі                         |
| 2013      | с  | Портландія                   | Portlandia                   | Дарсі                         |
| 2013      | ф  | Відкрита дорога              | Open Road                    | Джилл                         |
| 2013      | ф  | Серпень: Графство Осейдж     | August: Osage County         | Карен Вестон                  |
| 2014      | ф  | Хуліган                      | Hellion                      | Пем Нунан                     |
| 2014      | ф  | Келлі і Кел                  | Kelly & Cal                  | Келлі                         |
| 2015      | с  | Вейнворд Пайнс               | Wayward Pines                | Беверлі Браун                 |
| 2015—2016 | с  | Таємниці і брехня            | Secrets and Lies             | детектив Андреа Корнелл       |
| 2015      | ф  | Джем і голограми             | Jem and the Holograms        | Еріка Реймонд                 |
| 2018      | ф  | Мільйон маленьких шматочків  | A Million Little Pieces      | Джоанна                       |
| 2019      | с  | Вдавання                     | The Act                      | Стефані Годеджон              |
| 2019      | ф  | Ма                           | Ma                           | Еріка Томпсон                 |
| 2021      | ф  | Сигнал лиха                  | Mayday                       | Джун                          |
| 2021      | ф  | Дати дуба в окрузі Юба       | Breaking News in Yuba County | Глорія Майклз                 |